# Oosterhuizen (Apeldoorn)
Oosterhuizen (Nedersaksisch: Oosterhuzen) is een buurtschap in de gemeente Apeldoorn, in de Nederlandse provincie Gelderland. Oosterhuizen heeft 850 inwoners.
Oosterhuizen ligt ten zuiden van de stad Apeldoorn en ten zuidoosten van het dorp Lieren. Het is gelegen aan het Apeldoorns Kanaal, tussen het Veluwemassief en de IJsselvallei. Oosterhuizen heeft een eigen dorpsraad en openbare basisschool.
Direct ten zuiden van Oosterhuizen ligt een sterk bebost gebied, maar het gebied direct rondom de dorpskern heeft een agrarisch karakter. In de loop van de twintigste eeuw is de kern aanzienlijk gegroeid, maar het kent nog veel karakteristieke boerderijen en weidse bebouwing. Op de plaatsnaamborden wordt de plaats betiteld als Een kern met pit. Deze kenschets tracht men waar te maken met onder meer de jaarlijkse grote kermis in het dorp en de fietsvierdaagse in de zomermaanden. Aan het kanaal staat eethuis De Roseboom (tot voor kort restaurant de Prinsehove), voorheen was dit een uitbating van de familie Schotpoort.
Een opvallend kenmerk van het dorp is het amfitheater. Dit is net als het dorp zelf niet al te groot en heeft een paar honderd zitplaatsen. Het amfitheater ligt in het hart van het oude gehucht, in een uitgegraven kuil. Naast het amfitheater staat het dorpshuis. Dit is een oude school met aangebouwd huis van de toenmalige bovenmeester.

## Geschiedenis
De plaats werd voor het eerst vermeld in 1235 als Osterhuzen. Op de oudst bewaarde kaart van de Veluwe, die in 1557 werd gemaakt, staat de plaats vermeld als Oisterrhuze.
In 1858 werd begonnen met het graven van het zuidelijke deel van het Apeldoorns Kanaal, dit werd in 1868 voltooid. Het kanaal werd gegraven langs de oostkant van de reeds bestaande weg van Apeldoorn naar Dieren. Ten westen van deze weg, die nu "Kanaal Zuid" heet, lag Oosterhuizen. Het kanaal is gegraven voor de scheepvaart om handel en industrie in Apeldoorn te bevorderen en ook Oosterhuizen deed hier zijn voordeel mee. De kurkfabriek was een van de bedrijven die zich vestigde aan het kanaal bij Oosterhuizen.

### De Tweede Wereldoorlog
Op 11 mei 1940 was het Duitse leger te sterk voor de Nederlandse defensie, die zich had opgesteld langs de oevers van de IJssel. Diezelfde dag stormden de Duitse troepen door Oosterhuizen op weg naar Amsterdam. Gedurende vijf jaar was Oosterhuizen in handen van de Duitsers.
In april 1945 kreeg de Canadese Princess Patricia’s Canadian Light Infantry (PPCLI) opdracht om ten zuiden van Apeldoorn via de dorpen Oosterhuizen, Lieren en Beekbergen op te rukken naar Apeldoorn, samen met andere eenheden van de 2nd Canadian Infantry Brigade. Op 16 april 1945 marcheerden de Canadezen op langs de beide kanaaloevers vanuit Eerbeek. Duitse tegenstand was er nauwelijks. In Veldhuizen aangekomen bleek de brug vernield, maar de Canadezen kregen hier wel de beide oevers in handen. Zij besloten hier onmiddellijk gebruik van te maken om Apeldoorn vanuit het zuiden te kunnen bevrijden. Omdat de voertuigen en de zware uitrusting zich nog ten oosten van het kanaal bevonden, was herstel van de brug van groot belang. De Canadese brigadecommandant stuurde zijn beide overige bataljons – waaronder de PPCLI - hiernaartoe.

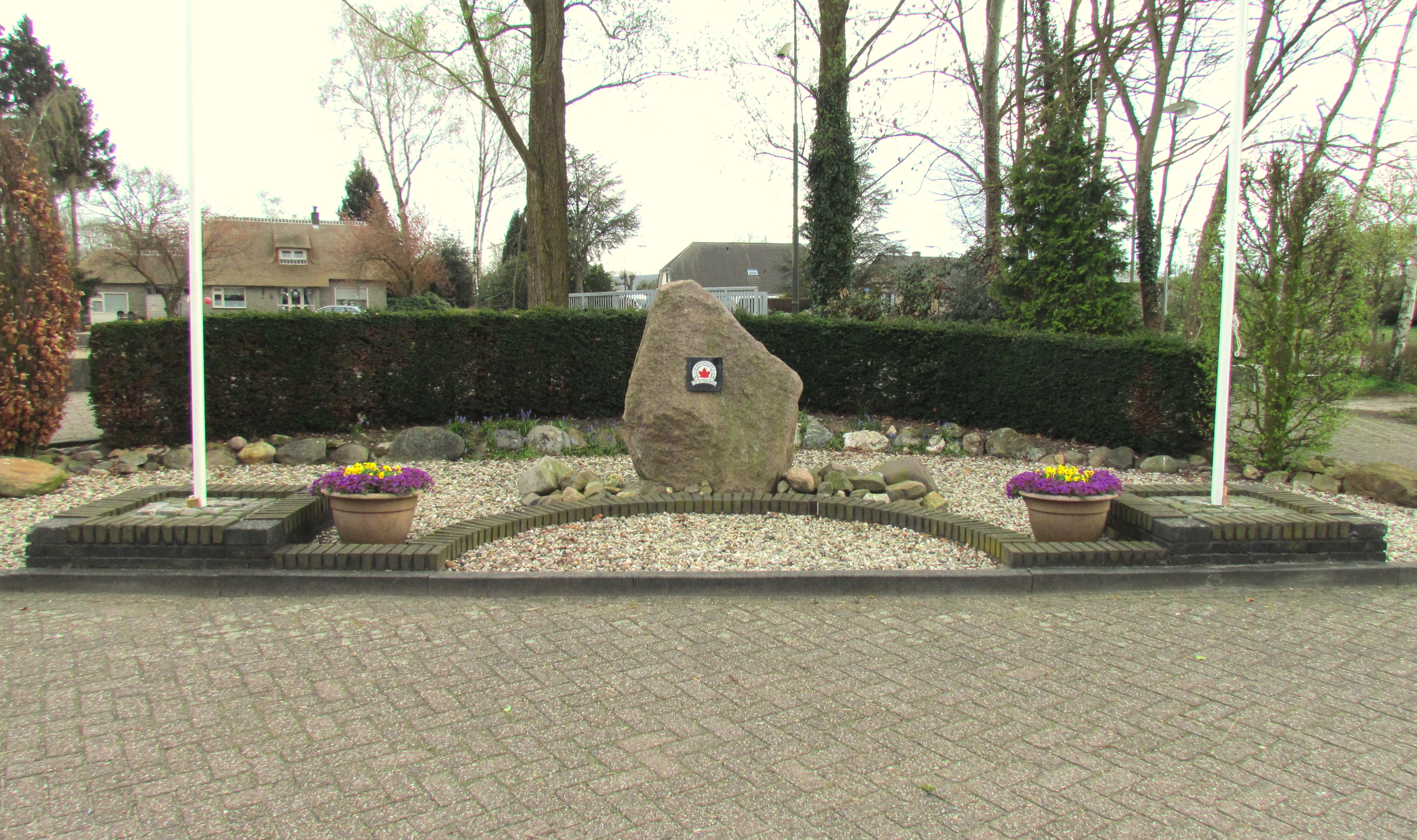
Bevrijdingsmonument

Zo kon het gebeuren dat op de avond van 16 april 1945 er een paar Canadese soldaten in Oosterhuizen poolshoogte kwamen nemen, voordat de rest het kanaal zou oversteken. Zij vormden een verkenningspatrouille, die was uitgestuurd door de PPCLI. In de vroege morgen van 17 april had de genie de vernielde brug door een ‘baileybrug’ vervangen. Vervolgens trok de rest van de Canadese infanterie brigade over de brug. De PPCLI nam posities in bij Oosterhuizen en Lieren, de overigen kozen opstellingen ten noorden van Loenen in de omgeving van de Vrijenberg. De Canadese ‘Patricia’s Infantry’ kon zonder verdere tegenstand Oosterhuizen op 17 april 1945 bevrijden.
De bevrijding wordt standaard op 16 april gevierd bij het monument ter ere van de Canadese bevrijders uit de Tweede Wereldoorlog dat bij het dorpshuis staat. Dit monument werd in 1995 onthuld.

### Na 1945
In 1968 werd de aanleg van rijksweg 50 tussen Woeste Hoeve en Apeldoorn in uitvoering genomen, welke op 31 mei 1972 werd opengesteld. Deze weg ligt ten zuiden van Oosterhuizen en vormt een barrière tussen het dorp en het bos.
Op 6 november 2000 kreeg Oosterhuizen de status van “Kern met Pit” uitgereikt. Deze status heeft Oosterhuizen gekregen voor de bouw van het Amfitheater.

## Dorpshuis Oosterhuizen

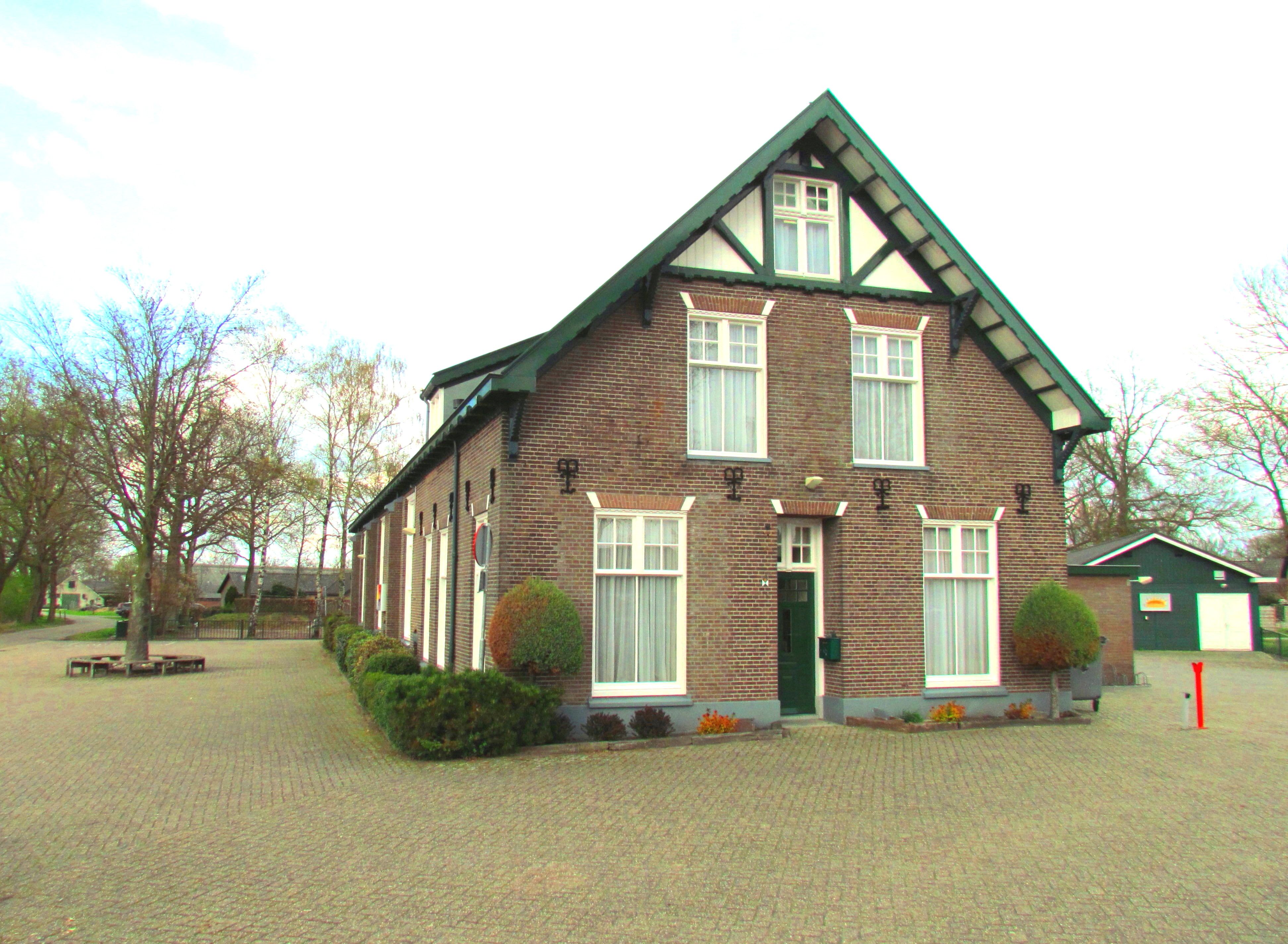
Dorpshuis

Het in 1901 gebouwde dorpshuis is zoals velen zeggen het kloppend hart van het actieve dorp. Het is gevestigd in de oude school. Gedurende de hele week wordt er in de gymzaal, gevestigd in het dorpshuis, gedanst, gebiljart, gesjoeld en gevolleybald. Het dorpshuis is tevens jaarlijks het middelpunt van een rommelmarkt, een fietsvierdaagse, een biljarttoernooi, een klootschiettoernooi en een fietstocht op Hemelvaartsdag. Daarnaast wordt het dorpshuis als vergaderruimte gebruikt door de dorpsraad.
Sinds 2 september staat er een nieuwe dependance achter het dorpshuis genaamd ’t Oosterhuisje, dit wordt naast de Peuterspeelzaal ook gebruikt als repetitieruimte door de Muziekamusementsvereniging Mondolia en het Oosterhuuzens Dialectkoor.

## Sport en recreatie
In Oosterhuizen is een fietsroute uitgezet, de Oosterhuizense Fietsroute. Deze 14 km lange route voert door Oosterhuizen en haar omgeving. De route start bij het Dorpshuis.
Deze plaats is gelegen aan de Europese wandelroute E11, ter plaatse ook wel Marskramerpad of Handelsweg geheten.

## Bekende Oosterhuizenaren
- Wilma Vermaat, schrijfster onder de naam Wilma. Zij woonde een tijdje aan een zandweggetje in het dorp. Deze weg, slingerend tussen veld en bos, heeft tegenwoordig de naam Wilmalaan.